# Rotten Sound
Rotten Sound je finská grindcorová skupina založená ve měste Vaasa roku 1993. Rotten Sound "si získali pověst jedné z nejintenzivnějších kapel na skandinávské death metalové a grindcorové scéně". Členové skupiny jsou vokalista Keijo Niinimaa, kytarista Mika Aalto, bubeník Sami Latva a basista David Kasipovic.

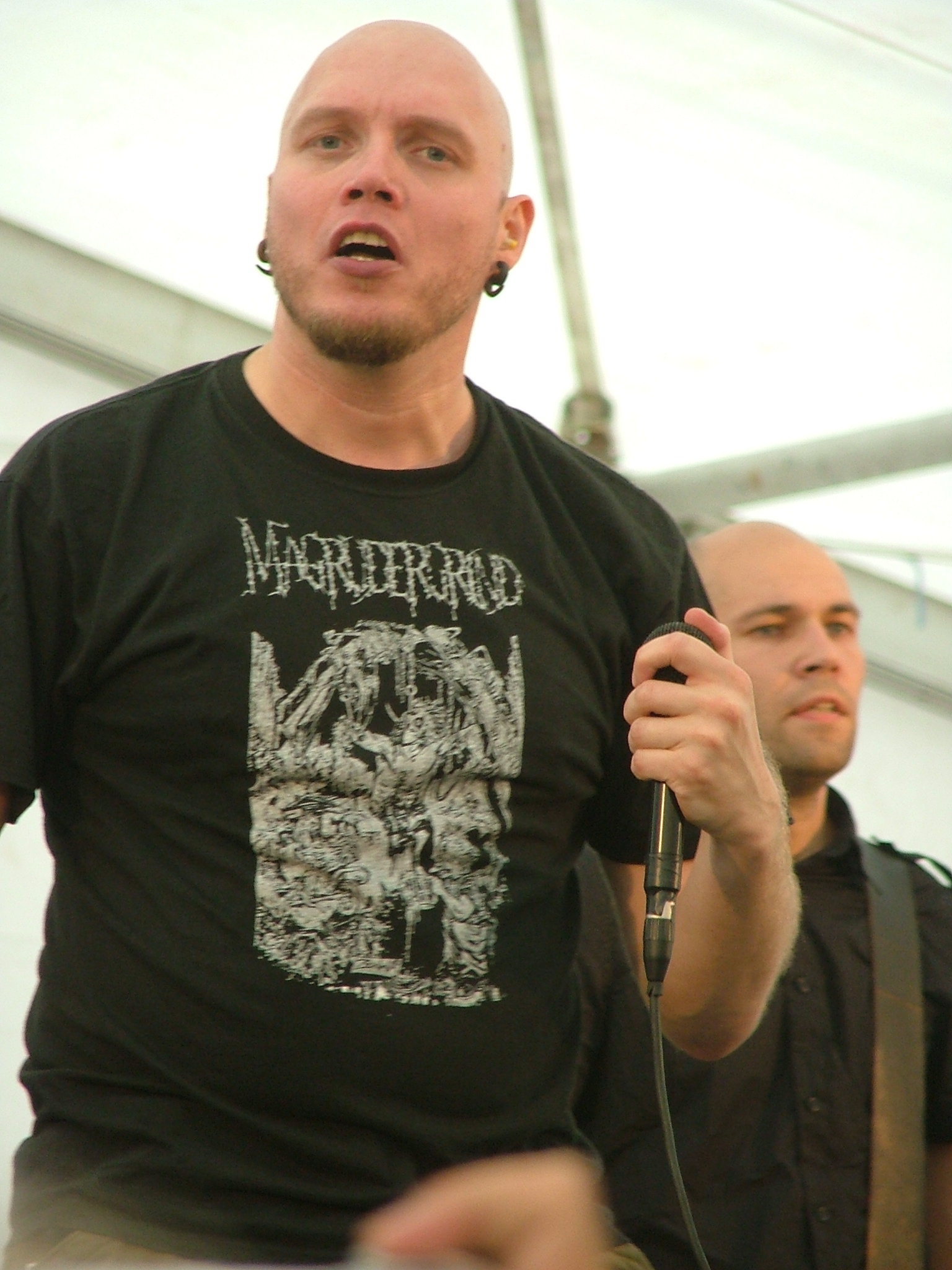
Keijo Niinimaa v roce 2008

## Členové

### Nynější
- Keijo Niinimaa –vokály (1993–dosud)
- Mika Aalto – kytara (1993–dosud)
- Sami Latva – bicí (2006–dosud)
- David Kasipovic – basa (2020–dosud)

### Bývalí
- Masa Kovero – basa (1994)
- Ville Väisänen – bicí (1994)
- Kai Hahto – bicí (1995–2006)
- Juha Ylikoski – kytara (1998–2001)
- Pekka Ranta – basa (1997–2000)
- Mika Häkki – basa (2000–2003)
- Toni Pihlaja – basa (2003–2010)
- Kristian Toivainen – basa (2010–2020)

## Diskografie

### Studiová alba
- 1997 – Under Pressure (Repulse/Revenge)
- 1999 – Drain (Repulse/S.O.A.)
- 2002 – Murderworks (Autopsy Stench/Necropolis/Century Media/Relapse)
- 2005 – Exit (Spinefarm/No Tolerance/Willowtip Records)
- 2008 – Cycles (Spinefarm)
- 2011 – Cursed (Relapse)
- 2016 – Abuse to Suffer (Season of Mist)

### EPčka
- 1994 – Sick Bastard (Genet)
- 1995 – Psychotic Veterinarian (S.O.A.)
- 1996 – Loosin' Face (Anomie)
- 2000 – Still Psycho (Necropolis Records/Merciless)
- 2006 – Consume to Contaminate (Spinefarm/Power It Up)
- 2008 – Rotten Sound EP (Spinefarm)
- 2010 – Napalm (Relapse)
- 2013 – Species at War (Season of Mist)
- 2018 – Suffer to Abuse (Season of Mist)